# Stane Dremelj
Stane Dremelj, slovenski kipar medaljer, * 9. november 1906, Vrhnika, † 21. januar 1992, Radovljica.

## Življenje in delo
Obiskoval je Tehnično srednjo šolo v Ljubljani, kjer je dobil osnovno kiparsko znanje iz medaljerstva pri Antonu Severju, študij je v letih 1930−1934 nadaljeval na specialki akademije v Zagrebu, ter se izpopolnjeval v Italiji; tu je nanj vplivalo renesančno medaljerstvo. V letih 1946−1964 je poučeval na Šoli za oblikovanje v Ljubljani. Njegovo kiparstvo je miniaturno; obsega predvsem portrete za medalje in plakete v bronu, redkeje v kosti, zlatu in različnih trdih kameninah. Poleg spominskih reliefov je izdeloval tudi okrasne za medaljone in broše; širši pa je bil njegov repertoar za značke. Raziskoval je tudi atično numizmatiko in stare tehnike za potrebe restavriranja arheoloških predmetov. Ob osamosvojitvi Slovenije je izdelal modela za kovanje Slovenske lipe.